# 울산시 동구
울산시 동구는 대한민국의 옛 국회의원 선거구이다. 당시 경상남도 울산시 동구 지역을 관할했다.

## 역사
1988년 1월, 중구의 일부 지역이 분리되면서 동구가 신설되었다. 이에 따라 제13대 국회의원 선거를 앞두고 울산시·울주군에서 분리되어 신설되었다.
1997년 7월 15일을 기해 경상남도 울산시가 울산광역시로 승격되었다. 이에 대한민국 제16대 국회의원 선거를 앞두고 동구 선거구로 개편되었다.

## 역대 국회의원
| 선거   | 정당 | 정당       | 의원   |
| ------ | ---- | ---------- | ------ |
| 1988년 |      | 무소속     | 정몽준 |
| 1992년 |      | 통일국민당 | 정몽준 |
| 1996년 |      | 무소속     | 정몽준 |

## 역대 선거 결과

### 대한민국 제13대 국회의원 선거
|  | 54.35% |

|  | 30.57% |

|  | 6.10% |

|  | 4.75% |

|  | 4.21% |

### 대한민국 제14대 국회의원 선거
|  | 71.14% |

|  | 22.36% |

|  | 6.49% |

### 대한민국 제15대 국회의원 선거
|  | 71.00% |

|  | 19.93% |

|  | 9.06% |